# 제임스 존스 (정치인)
제임스 아서 존스(James Arthur Johns, 1893년 8월 3일 ~ 1959년 8월 17일)는 뉴질랜드 태생의 오스트레일리아의 정치인이다.
오타고 지방에서 태어났다. 오타고 고등학교를 다녔고 1912년 약사 자격을 얻었다. 1914년 시드니로 이주하였고 오스트레일리아 임페리얼 포스에 복무했다. 영국에서 약사로 일한지 1년 뒤 오스트레일리아로 돌아와서 1920년 4월 7일, 이미 딸이 있었던 메이 포트(Gladys May Fort)와 혼인했다. 약사로서 일하다가 1929년 빅토리아주 마프라로 이주했다. 1942년부터 1954년까지 마프라 샤이어 의회에서 일했다. 처음에 컨트리당의 당원이었으나 1945년 노동당에 입당하였고 글립스랜드 노스를 대표하여 빅토리아주 의회에 선출되었다. 존스는 1957년 일에서 은퇴했고 1959년 마프라에서 사망했다.